# Poldermodell
Als Poldermodell (niederländisch: Poldermodel) wird in den Niederlanden die organisierte Verhandlung zwischen Arbeitgebern, Gewerkschaften und unabhängigen, von der Regierung ernannten Mitgliedern im Wirtschaftsrat (Sociaal Economische Raad) zur Aushandlung von Löhnen und Arbeitsbedingungen verstanden. Tarifvereinbarungen, die die Billigung des Sozialministers finden, können zudem zum allgemein verbindlichen Branchentarif erklärt werden.
Das auf Betreiben der Regierung Ruud Lubbers zustande gekommene Abkommen Wassenaar von 1982 zwischen Arbeitnehmer- und Arbeitgebervertretern gilt als Zeitpunkt, ab dem der Begriff „Poldermodel“ zum ersten Mal für die Ansätze der Wirtschafts- und Arbeitsmarktpolitik in den Niederlanden gebraucht wurde. Der Idee nach geht das moderne Poldermodell evtl. auf Harry ter Heide zurück.
Polder ist die niederländische Bezeichnung für Gebiete, in denen der Wasserstand künstlich geregelt wird, so z. B. das Land, das dem Meer abgewonnen wird und also unter der Höhe des Meeresspiegels liegt. Durch das Poldermodell konnte in den Niederlanden lange eine starke Lohnzurückhaltung durchgesetzt werden, aber auch Flexibilisierungen der Arbeitszeit und Teilzeitarbeit. Die volkswirtschaftliche Nützlichkeit, insbesondere die Attraktivität für Investoren, ist jedoch umstritten. Entscheidendes Merkmal des Poldermodells ist das Ziel, Konfrontationen und Arbeitskämpfe zu vermeiden und stattdessen unter Beteiligung staatlicher Verhandlungsführer zu Ergebnissen zu gelangen, die für beide Parteien von Nutzen sind.
Konsensmodelle haben in den Niederlanden eine lange Tradition. Schon im Mittelalter arbeiteten Bauern, Edelleute, Stadtbewohner und andere Bürger zusammen, um die Deiche zu bauen und instand zuhalten. Das war allein dadurch möglich, dass ungeachtet des Standes, zusammengearbeitet wurde. Die Suche nach dem Konsens gilt als typisches Merkmal niederländischer Politik.